# Charyl Chappuis
Charyl Yannis Chappuis (thailändisch อดิศักดิ์ ไกรษร, * 12. Januar 1992 in Kloten) ist ein thailändisch-schweizerischer Fussballspieler.
Chappuis ist Sohn einer Thailänderin und eines Schweizers und wuchs in Kloten auf. Er spricht fliessend Deutsch, Englisch und Französisch.

## Karriere

### Verein
Charyl Chappuis erlernte das Fussballspielen in den Jugendmannschaften des FC Kloten, dem SC YF Juventus Zürich sowie dem Grasshopper Club Zürich. Bei den Grasshoppers unterschrieb er 2009 auch seinen ersten Vertrag. Bis 2010 spielte er für die U21–Mannschaft. 2011 schaffte er den Sprung in die Erste Mannschaft, die in der höchsten Liga des Landes, der Super League (Schweiz) spielte. Hier kam er jedoch nicht zum Einsatz. Mitte 2011 wurde er nach Locarno zu dem in der Challenge League spielenden FC Locarno ausgeliehen. Für den Zweitligisten stand er 26 Mal bis Mitte 2012 auf dem Spielfeld. Von Mitte 2012 bis Ende 2012 wurde er an den Ligakonkurrenten FC Lugano aus Lugano ausgeliehen. Nach sechs Monaten und 16 Spielen für den Club unterschrieb er 2013 einen Vertrag in Thailand, wo er sich dem Top-Club Buriram United aus Buriram anschloss. Mit dem Verein wurde er 2013 thailändischer Meister sowie Pokalsieger, Ligapokalsieger und Sieger des Kor Royal Cup. Die Rückserie 2014 wurde er an den Ligakonkurrenten Suphanburi FC aus Suphanburi ausgeliehen. Nach Ende der Ausleihe wurde er von Suphanburi fest verpflichtet. Mitte 2017 unterschrieb er einen Vertrag bei Muangthong United. Mit Muangthong wurde er 2017 Vizemeister und gewann den Ligapokal sowie die Mekong Club Championship. Für Muangthong absolvierte er bis 67 Erstligaspiele. 2020 wechselte er zum Ligakonkurrenten Port FC. Für den Hauptstadtverein absolvierte er 32 Erstligaspiele. Zu Beginn der Saison 2023/24 wechselte er auf Leihbasis nach Chiangmai zum Zweitligisten Chiangmai FC. Am Ende der Saison 2023/24 belegte er mit dem Klub den vierten Tabellenplatz und qualifizierte sich somit für die Aufstiegsspiele zur ersten Liga. Hier konnte man sich jedoch nicht durchsetzen. Nach der Ausleihe kehrte er Port zurück. Hier wurde jedoch sein Vertrag nicht verlängert. Im Juli 2024 nahm ihn der Zweitligaaufsteiger Bangkok FC unter Vertrag.

### Nationalmannschaft
Charyl Chappuis durchlief von 2006 bis 2011 die Junioren-Nationalmannschaften der Schweiz. Sein grösster Erfolg war der Gewinn der U-17-Fussball-Weltmeisterschaft im Jahr 2009. Erstmals für Thailand spielte er 2013. Hier spielte er bis 2014 14 Mal in der thailändischen U-23-Nationalmannschaft. Seit 2014 spielt er für die thailändische Fussballnationalmannschaft. Sein Debüt gab er am 25. Mai 2014 in einem Freundschaftsspiel gegen Kuwait im Rajamangala Stadium in Bangkok.

## Erfolge

### Verein
Buriram United
- Thailändischer Meister: 2013
- Thailändischer Pokalsieger: 2013
- Thailändischer Ligapokalsieger: 2013
- Kor Royal Cup: 2013, 2014

Muangthong United
- Thailändischer Vizemeister: 2017
- Thailändischer Ligapokalsieger: 2017
- Mekong Club Championship: 2017

### Nationalmannschaft
Schweiz U17
- U-17-Fußball-Weltmeisterschaft: 2009

Thailand U23
- Sea Games: 2013

Thailand
- Südostasienmeisterschaft: 2014